# جورج توماس (سياسي)
جورج توماس (بالإنجليزية: George Thomas, 1. Viscount Tonypandy )‏ (و. 1909 – 1997 م) هو سياسي من المملكة المتحدة، وويلز، ولد في ويلز، كان عضوًا في حزب العمال (1945–1976)، توفي في كارديف، عن عمر يناهز 88 عاماً.

## مناصب
تولى منصب عضو البرلمان الثامن والأربعون للمملكة المتحدة (3 مايو 1979–13 مايو 1983)
- رئيس مجلس العموم (3 فبراير 1976–10 يونيو 1983)
- عضو البرلمان السابع والأربعون للمملكة المتحدة (3 فبراير 1976–7 أبريل 1979)
- عضو البرلمان السابع والأربعون للمملكة المتحدة (10 أكتوبر 1974–3 فبراير 1976)
- Chairman of Ways and Means [الإنجليزية]‏ (28 فبراير 1974–3 فبراير 1976)
- عضو البرلمان السادس والأربعون للمملكة المتحدة (28 فبراير 1974–20 سبتمبر 1974)
- عضو البرلمان الخامس والأربعون للمملكة المتحدة (18 يونيو 1970–8 فبراير 1974)
- Secretary of State for Wales [الإنجليزية]‏ (6 أبريل 1968–19 يونيو 1970)
- Minister of State for Commonwealth Affairs [الإنجليزية]‏ (7 يناير 1967–6 أبريل 1968)
- عضو البرلمان الرابع والأربعون للمملكة المتحدة (31 مارس 1966–29 مايو 1970)
- Parliamentary Under-Secretary of State for the Home Department [الإنجليزية]‏ (20 أكتوبر 1964–6 أبريل 1966)
- عضو البرلمان الثالث والأربعون للمملكة المتحدة (15 أكتوبر 1964–10 مارس 1966)
- عضو البرلمان الثاني والأربعون للمملكة المتحدة ‏ (8 أكتوبر 1959–25 سبتمبر 1964)
- عضو البرلمان الحادي والأربعين للمملكة المتحدة ‏ (26 مايو 1955–18 سبتمبر 1959)
- عضو برلمان المملكة المتحدة الـ40 (25 أكتوبر 1951–6 مايو 1955)
- عضو برلمان المملكة المتحدة الـ39 (23 فبراير 1950–5 أكتوبر 1951)
- عضو برلمان المملكة المتحدة الـ38 (5 يوليو 1945–3 فبراير 1950)
- عضو مجلس الشورى البريطاني

.

## التعليم
تعلم في جامعة ساوثهامبتون
.

## روابط خارجية
- جورج توماس على موقع مونزينجر (الألمانية)
- جورج توماس على موقع ديسكوغز (الإنجليزية)